# Thread (Internet)

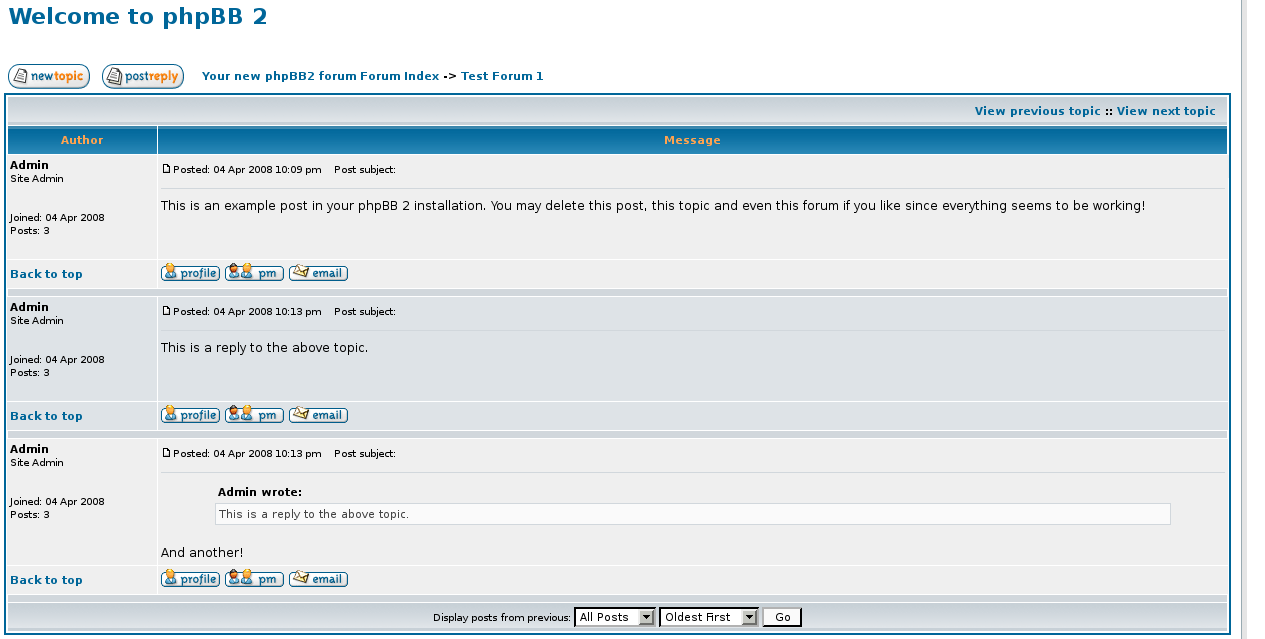
Beispiel für einen Thread in der Anwendung phpBB

Im Zusammenhang speziell mit dem Internet bezeichnet der Begriff Thread [θɹɛd] (englisch thread ‚Faden‘, ‚Strang‘) eine hierarchische Abfolge von Online-Diskussionsbeiträgen (Postings), insbesondere in Foren (einschließlich des sogenannten Usenet), Imageboards, Blogs und Social Media.
Im Deutschen entsprechen in etwa Ausdrücke wie Diskussionsfaden, Beitragsstrang oder Gesprächsfaden dem Anglizismus Thread in der im hiesigen Artikel ausgeführten Bedeutung.

## Usenet
Unter einem Thread versteht man im Usenet, aber auch in anderen virtuellen Diskussionsforen wie Mailinglisten und einigen Webforen eine Folge von Diskussionsbeiträgen, die hierarchisch organisiert sind.
Jeder Beitrag mit Ausnahme des Anfangsbeitrags nimmt dabei Bezug auf eine vorhergehende Nachricht, so dass sich eine Baumstruktur ergibt. Im Usenet geschieht dies technisch durch die References-Headerzeile in einem Posting.
Üblicherweise wird in einem Thread genau ein Thema diskutiert, das durch den Anfangsbeitrag (dessen Autor wird manchmal als OP für original poster oder TE für Thread-Ersteller bezeichnet) des Threads angestoßen wurde. Dabei handelt es sich meist um eine Meinungsäußerung, eine Frage oder Ankündigung. Viele Newsreader ermöglichen das Ignorieren eines Threads (oder eines Unterthreads, alle Beiträge unterhalb eines bestimmten Beitrags). Auf diese Weise kann der Benutzer ihn nicht interessierende Themen ausblenden. Umgekehrt kann für einen Thread oft auch eine bevorzugte Behandlung definiert werden wie etwa das bedingungslose Laden aller zugehörigen Artikel.
Sollte die Diskussion sich innerhalb eines Threads in eine andere Richtung entwickeln, ist es üblich, die Betreffzeile zu ändern und damit die Richtungsänderung zu dokumentieren. Insbesondere können so auch Teilnehmer, die den Thread wegen des ursprünglichen Themas ignoriert hatten, auf das für sie eventuell interessante neue Thema aufmerksam werden. In der Betreffzeile wird dann das neue Thema angegeben, gefolgt vom alten Betreff, dem ein „(was:“ vorangestellt (englisch für „war“, Vergangenheit zu „ist“) und mit einer Klammer eingeschlossen wird. Ein gegebenenfalls vorhandenes Re: (kurz für reply oder response, englisch für „Erwiderung“ oder „Antwort“, dt. kurz „Aw.“ oder „AW“) wird entfernt.
Beispiel:
```
┬ blaue Papageien
├─┬ Re: blaue Papageien
│ └─┬ gelbe Elefanten (was: blaue Papageien)
│   └── Re: gelbe Elefanten
└── Re: blaue Papageien
```

## Facebook
Die Darstellung der Kommunikation auf Facebook entspricht einem Verzeichnisbaum, bei dem Kommentare auf einen Kommentar eingerückt erscheinen. Die Kommentare unter diesem neuen Strang beziehen sich dann auf diesen ersten kommentierten Kommentar und werden je nach Einstellung der Kommentarfunktion dargestellt.

## Webforen
In den meisten Webforen wird der Thread nicht als Baumstruktur, sondern als eine Reihe von chronologisch angeordneten Diskussionsbeiträgen (sogenannte Posts oder Postings), die sich auf den ersten Beitrag, der den Thread eröffnet hat, oder aufeinander beziehen, angezeigt. Bei dieser Darstellung als Beitragsfaden wird bei einer Richtungsänderung innerhalb eines Threads anders als im Usenet das Thema geteilt. Das heißt, alle Posts ab einem bestimmten Punkt werden in ein neues Thema mit neuem Titel bzw. Betreff verschoben.
Es können auch bestimmte Posts mitten aus dem alten Thread in den neuen Thread verschoben werden. Die Rechte zum Teilen haben standardmäßig die Moderatoren und Administratoren des Forums. Neben dem Teilen kann ein Moderator den Thread auch sperren („schließen“), was bewirkt, dass keine Benutzer ohne besondere Rechte mehr im Thread einen Post schreiben können. Dies passiert meistens, wenn kleine Verstöße gegen die Regeln des Webforums (welches die Regeln selbst festlegen kann, die Regeln ähneln sich jedoch stark) vorliegen. Moderatoren können einen Post oder sogar einen ganzen Thread löschen, wenn große Verstöße gegen die Forenregeln oder Rechtsverletzungen vorliegen, denn der Betreiber des Webforums kann bei Rechtsverletzungen zur Verantwortung gezogen werden.

### Aufbau
In einem Thread gibt es einen Anfangspost, in dem meistens eine Frage enthalten ist. Auf diesen Post kann geantwortet werden. Je nach Einstellung des Forums muss man dazu registriert und eingeloggt sein. Der neueste Post erscheint am Ende. Damit nicht so viel gescrollt werden muss, erzeugen die meisten Foren einen Anker, wodurch das Bild sofort zum neuesten Post springt.
Beispiel:
```
Am 21. Juni 2007 um 16:11 schrieb Admin:
Hi Community!
Wie gefällt euch das neue Design?
LG Euer Admin
----
Am 21. Juni 2007 um 16:57 schrieb Mr.X:
Sehr gut.
----
Am 22. Juni 2007 um 05:21 schrieb Gast:
Mhh, das Rot gefällt mir nicht so sehr.
```

### Netiquette
In vielen Foren gilt die Richtungsänderung eines Threads, ob mutwillig oder „aus Versehen“, als Verstoß gegen die Netiquette. Man spricht dann vom „Kapern“ eines Threads (engl. to hijack a thread, „einen Thread entführen“). Forumsteilnehmer sollten stattdessen mit ihrem neuen Thema gleich einen neuen Thread eröffnen und nicht darauf vertrauen, dass die Moderatoren „aufräumen“.
Ebenfalls verpönt ist es, einen neuen Thread zu eröffnen, ohne zunächst das Archiv des Forums nach Threads mit dem gleichen Thema durchsucht zu haben. Selbst wenn der so gefundene Thread gesperrt ist, wird mitunter erwartet, dass man einen Moderator per privater Nachricht um Entsperrung dieses alten Threads bittet, anstatt einen neuen Thread zum gleichen Thema zu eröffnen.

## Sticky Thread
Ein Sticky Thread (oder einfach „Sticky“) ist ein spezieller Beitrag, der am Anfang eines Forums (oder Blog) „angepinnt“ ist, also immer an dieser Position bleibt, um dessen Sichtbarkeit zu erhöhen und nicht durch neue Threads unterzugehen. Dieser enthält in der Regel wichtige oder allgemeine Informationen von andauerndem Nutzen wie Ankündigungen, Regeln oder Leitlinien, FAQs oder einfach interessante Themen. Sie sind meist durch ein Notizblocksymbol gekennzeichnet. Ein Administrator oder Moderator eines Forums kann jeden beliebigen Thread als Sticky Thread in einem Forum oder einer Kategorie für einen bestimmten oder unbeschränkten Zeitraum festlegen.

## Bump
Ein Bump oder Push (englisch, etwa „Stoß“, „Anschieben“) ist ein Mittel, um die Aufmerksamkeit für einen bestehenden Thread zu erhöhen. Dabei erstellt ein Benutzer eine Nachricht, die vor allem dem Zweck dient, den Thread in einer zeitlichen Sortierung nach vorne zu bringen. Das „Bumpen“ ist in den meisten Foren verpönt, wenn solche Nachrichten keinen neuen Inhalt haben oder wiederholt werden. Neben der englischen Übersetzung bedeutet Bump als Akronym auch bring up my post (englisch, „hole meinen Beitrag nach oben“), sodass der Beitrag in der Forenübersicht aufgrund des neueren Beitrags wieder weiter oben erscheint.

## Slang
Gelegentlich wird das englische Wort „thread“ lautmalerisch eingedeutscht zu „Fred“. Das ist oft als scherzhafter Kommentar auf Anglizismen zu verstehen, wobei die Übergänge zum etablierten Sprachgebrauch fließend sind.